# Memorial Rik Van Steenbergen
El Memorial Rik Van Steenbergen es una prueba ciclista profesional de un día belga que se disputa en Aartselaar (provincia de Amberes) y sus alrededores. La prueba rinde homenaje al triple campeón del mundo de ciclismo en ruta, el local Rik Van Steenbergen, fallecido en 2003.
Se disputa ininterrumpidamente desde 1991 cuando se impuso el alemán Olaf Ludwig. Desde la creación de los Circuitos Continentales UCI en 2005 forma parte del UCI Europe Tour, dentro de la categoría 1.1.
Es una prueba tradicionalmente dominada por sprinters, debido a su trazado favorable. 
El corredor que más veces se ha impuesto es el belga Nico Eeckhout, con cuatro victorias.

## Palmarés
| Año       | Vencedor                 | Segundo                 | Tercero                 |
| --------- | ------------------------ | ----------------------- | ----------------------- |
| 1991      | Olaf Ludwig              | Koen Vekemans           | John Van Den Akker      |
| 1992      | Patrick Deneut           | Kurt Onclin             | Viatcheslav Ekimov      |
| 1993      | Mario Cipollini          | Niko Eeckhout           | Eddy Schurer            |
| 1994      | Djamolidine Abdoujaparov | Jean-Pierre Heynderickx | Tom Steels              |
| 1995      | Tom Steels               | Eric Vanderaerden       | Jacek Mickiewicz        |
| 1996      | Jans Koerts              | Jens Heppner            | Danny Daelman           |
| 1997      | Andrei Tchmil            | Hans De Meester         | Robbie Vandaele         |
| 1998      | Ján Svorada              | Andrei Tchmil           | Peter Van Petegem       |
| 1999      | Giuliano Figueras        | Jeroen Blijlevens       | Jo Planckaert           |
| 2000      | Lars Michaelsen          | Matthé Pronk            | Robert Hunter           |
| 2001      | Niko Eeckhout            | Geert Omloop            | Nicolas Jalabert        |
| 2002      | Steffen Radochla         | Robbie McEwen           | Laurent Jalabert        |
| 2003      | Niko Eeckhout            | Cédric Vasseur          | Johan Museeuw           |
| 2004      | Tom Boonen               | Niko Eeckhout           | Ralf Grabsch            |
| 2005      | Jean-Patrick Nazon       | Wim De Vocht            | Jens Renders            |
| 2006      | Niko Eeckhout            | Robbie McEwen           | Steffen Radochla        |
| 2007      | Greg Van Avermaet        | Niko Eeckhout           | Steven De Jongh         |
| 2008      | Gert Steegmans           | Stefan van Dijk         | Jürgen Roelandts        |
| 2009      | Niko Eeckhout            | Stefan van Dijk         | Steven de Jongh         |
| 2010      | Michael Van Staeyen      | Robbie McEwen           | Jürgen Roelandts        |
| 2011      | Kenny van Hummel         | André Greipel           | Denis Galimzyanov       |
| 2012      | Theo Bos                 | Kenny van Hummel        | Mark Renshaw            |
| 2013-2018 | ediciones no realizadas  | ediciones no realizadas | ediciones no realizadas |
| 2019      | Dries De Bondt           | Jimmy Janssens          | Piotr Havik             |
| 2020-2021 | ediciones no realizadas  | ediciones no realizadas | ediciones no realizadas |
| 2022      | Tim Merlier              | Mark Cavendish          | Dylan Groenewegen       |

## Palmarés por países
| País            | Victorias |
| --------------- | --------- |
| Bélgica         | 12        |
| Países Bajos    | 3         |
| Alemania        | 2         |
| Italia          | 2         |
| Uzbekistán      | 1         |
| Ucrania         | 1         |
| República Checa | 1         |
| Dinamarca       | 1         |
| Francia         | 1         |